# Tour de France 2007
| Tour de France 2007 – Endstand | Tour de France 2007 – Endstand | Tour de France 2007 – Endstand |
| ------------------------------ | ------------------------------ | ------------------------------ |
| Streckenlänge                  | 20 Etappen, 3569,9 km          | 20 Etappen, 3569,9 km          |
| Gelbes Trikot                  | Alberto Contador               | 91:00:26 h (39,227 km/h)       |
| Zweiter                        | Cadel Evans                    | + 0:23 min                     |
| Dritter                        | Levi Leipheimer                | + 0:31 min                     |
| Vierter                        | Carlos Sastre                  | + 7:08 min                     |
| Fünfter                        | Haimar Zubeldia                | + 8:17 min                     |
| Sechster                       | Alejandro Valverde             | + 11:37 min                    |
| Siebter                        | Kim Kirchen                    | + 12:18 min                    |
| Achter                         | Jaroslaw Popowytsch            | + 12:25 min                    |
| Neunter                        | Mikel Astarloza                | + 14:14 min                    |
| Zehnter                        | Óscar Pereiro                  | + 14:25 min                    |
| Grünes Trikot                  | Tom Boonen                     | 256 P.                         |
| Zweiter                        | Robert Hunter                  | 234 P.                         |
| Dritter                        | Erik Zabel                     | 232 P.                         |
| Gepunktetes Trikot             | Mauricio Soler                 | 206 P.                         |
| Zweiter                        | Alberto Contador               | 128 P.                         |
| Dritter                        | Jaroslaw Popowytsch            | 105 P.                         |
| Weißes Trikot                  | Alberto Contador               | 91:00:26 h                     |
| Zweiter                        | Mauricio Soler                 | + 16:51 min                    |
| Dritter                        | Amets Txurruka                 | + 49:34 min                    |
| Teamwertung                    | Discovery Channel              | 273:12:22 h                    |
| Zweiter                        | Caisse d’Epargne               | + 19:36 min                    |
| Dritter                        | Team CSC                       | + 22:10 min                    |
| Kämpferischster Fahrer         | Amets Txurruka                 |                                |

Die 94. Tour de France begann am Samstag, dem 7. Juli 2007 in London und endete am Sonntag, dem 29. Juli auf der Avenue des Champs-Élysées in Paris. Der Startort wurde am 24. Januar 2006 durch die A.S.O. und den damaligen Bürgermeister von London, Ken Livingstone bekanntgegeben. Die Strecken des Prologs in London und der ersten Etappe durch Südengland wurden am 9. Februar 2006 vorgestellt, der komplette Kurs am Donnerstag, dem 26. Oktober 2006. Es nahmen 189 Rennfahrer an der Rundfahrt teil, von denen 141 klassiert wurden.
Auch die Tour 2007 stand unter dem Eindruck des Dopingskandals um Eufemiano Fuentes. In dessen Folge wurden zahlreiche Tourfavoriten von der Teilnahme suspendiert, darunter Ivan Basso und Francisco Mancebo. Die Internationale Radsportunion (UCI) verpflichtete im Vorfeld der Tour die Fahrer zur Unterzeichnung einer nicht bindenden Ehrenerklärung.
Die Tour de France 2007 führte über insgesamt 3.569,9 Kilometer von London nach Paris. Der Kurs durch Frankreich wurde im Uhrzeigersinn bewältigt. Wie 2006 gab es kein Mannschaftszeitfahren. Das erste Einzelzeitfahren fand erst relativ spät am Ende der zweiten Woche statt, das zweite wie gewohnt auf der vorletzten Etappe. Die ersten Bergetappen warteten in den Alpen am Anfang der zweiten Woche auf die Fahrer. In die Pyrenäen ging es in der dritten Woche. Auf dem Programm standen insgesamt drei Bergankünfte sowie drei weitere schwierige Bergetappen. Zwei der Highlights waren dabei die Bergankunft auf dem Plateau de Beille und das zweite Einzelzeitfahren nach Angoulême. Neben dem Start in London führte die Strecke durch Belgien (jeweils ein Etappenziel und -start) und während der 16. Etappe durch Spanien.

## Die Strecke
Nach dem Start der Tour de France in London und der Etappe nach Canterbury endete der Aufenthalt in Großbritannien. Die zweite Etappe startete in Dünkirchen und führte nach Gent in Belgien. Die darauf folgende Etappe war mit 236 km, darunter auch Kopfsteinpflasterpassagen, das längste Teilstück der diesjährigen Rundfahrt und führte die Fahrer zurück nach Frankreich. Auch die drei folgenden Etappen waren flach.
Die ersten Verschiebungen im Gesamtklassement gab es auf der siebten Etappe nach Le Grand-Bornand, als es in die Alpen ging, denn etwa 30 Kilometer vor dem Ziel begann der 16 Kilometer lange Anstieg zum Col de la Colombière. Am höchsten Punkt angekommen, ging es 14 Kilometer bergab ins Ziel. Am Tag darauf wartete die erste Bergankunft auf die Fahrer. Nach dem Cormet de Roselend (19,9 km Anstieg, 6 % Steigung) und dem Montée d'Hauteville (15,3 km, 4,7 %) wartete der Schlussanstieg nach Tignes mit einer Steigung von 5,5 % bei einer Länge von 17,9 km. Auf der neunten Etappe standen der Col de l’Iseran (15 km, 6 %), der Col du Télégraphe (12 km, 6,7 %) und der Col du Galibier (17,5 km, 6,9 %) auf dem Programm. Der Galibier als letzter Anstieg wurde 40 Kilometer vor dem Ziel in Briançon von den Fahrern passiert. Nach drei weiteren Flachetappen folgte am 21. Juli das erste Einzelzeitfahren in Albi.
Am Tag darauf ging es in die Pyrenäen, wo gleich eine Bergankunft auf dem Plateau de Beille (15,9 km, 7,9 %) anstand. Allerdings mussten vorher erst noch der Côte de Saint-Sarraille (9 km, 5,2 %) und der Port de Pailhères (16,8 km, 7,2 %) überfahren werden. Auf der nächsten Etappe warteten weitere schwere Anstiege, wie der Col de Port (11,4 km; 5,3 %), der Col de Portet-d’Aspet (5,7 km, 6,9 %), der Col de Menté (7 km, 8,1 %) und der Port de Balès (19,2 km, 6,2 %). Zwölf Kilometer vor dem Ziel in Loudenvielle wurde noch der Gipfel des Col de Peyresourde mit einem Anstieg von 9,7 km bei einer Steigung von 7,8 % von den Fahrern passiert. Auf der 16. Etappe gab es das letzte Kräftemessen in den Bergen. Nach dem Passieren der Passhöhe des Col de Larrau (14,2 km, 8 %) befand sich das Peloton auf spanischem Gebiet. Dort mussten die Fahrer den Anstieg zum Col de la Pierre Saint-Martin (14 km, 5,2 %) bewältigen. Mit dem Überfahren dieser Bergwertung kehrte das Fahrerfeld nach Frankreich zurück, wo mit dem Col de Marie-Blanque (9,3 km, 7,7 %) noch ein Anstieg wartete, bevor es zum Finale hinauf zum Col d’Aubisque (14 km, 6,9 %) ging.
Die nächsten zwei Etappen gestalteten sich wieder einfacher, sodass Fahrer, die im Gesamtklassement weit zurücklagen, in einer Fluchtgruppe versuchten, einen Tagessieg zu erringen. Die endgültige Entscheidung um den Sieger der Tour de France fiel am vorletzten Tag zwischen Cognac und Angoulême, als die Fahrer zum zweiten Einzelzeitfahren antraten. Am Tag darauf folgte die Fahrt von Marcoussis auf die Champs Élysées, wo sich die Fahrer feiern ließen und die Sprinter um den prestigeträchtigen Etappensieg auf dem Prachtboulevard von Paris kämpften.

## Ausgangslage
Ebenso wie 2006 startete die Tour ohne einen ehemaligen Toursieger, allerdings hatte sich im Vorjahr diese Besonderheit erst kurz vor dem Start gezeigt, nachdem Jan Ullrich nicht zum Start zugelassen worden war. Diesmal verzichtete der zu diesem Zeitpunkt noch als Vorjahressieger geltende Floyd Landis im Rahmen der laufenden Ermittlungen zu seinem spektakulären Dopingfall des Vorjahres schon im Februar 2007 auf eine Teilnahme, zumal er aufgrund seiner Hüftoperation nicht aktiv war.
Im Nachhinein gab es mit Oscar Pereiro einen früheren Toursieger, der an dieser Tour teilnahm, er wurde allerdings erst nach Ende der Tour 2007 durch Landis’ Disqualifikation zum Sieger der Tour 2006.
Die Leitung der Tour de France hat – im Gegensatz zu anderen Rennen – die Möglichkeit, Fahrer oder Mannschaften zum Start zuzulassen oder nicht, da es sich um ein Einladungsrennen handelt.
Der Blick auf das Teilnehmer- und Favoritenfeld war nach den Dopingfällen und den damit verbundenen verschärften Kontrollen unklarer als üblich. Als hochgehandelte Favoriten auf den Gesamtsieg waren bis zum Ausstieg des Team Astana die Fahrer zu nennen, die auch schon beim Team Telekom gemeinsam unter Vertrag standen, Alexander Winokurow und der Deutsche Andreas Klöden. Beide standen bei der Tour bereits auf dem Podium der ersten drei. Übrig gebliebener Mitfavorit war der Spanier Alejandro Valverde.
Der Sieger des Giro d’Italia 2007, Danilo Di Luca, stand auch auf der „Roten Liste“ der Tourdirektion, hatte aber ohnehin schon einen Start bei der Tour ausgeschlossen, da er sich auf die Weltmeisterschaften Ende September in Stuttgart vorbereiten wollte. Als weitere Fahrer im Kreise der Favoriten waren die Spanier Óscar Pereiro, der Vorjahressieger, und Carlos Sastre, Dritter im letzten Jahr, zu nennen. Allerdings musste seine Mannschaft, das dänische Team CSC, die Tour ohne ihren Teamchef Bjarne Riis bewältigen, der nach seinem Dopinggeständnis im Mai 2007 bei der Tour unerwünscht war. 

## Doping

### Sinkewitz und der Rückzug von ARD und ZDF
Schon vor Beginn der Tour de France erwogen die öffentlich-rechtlichen Fernsehanstalten in Deutschland auf Grund der aufgekommenen Dopingproblematik und des Dopingskandals im Team Telekom die Einstellung der Live-Berichterstattung zur Rundfahrt. Dieser Gedanke wurde jedoch vorerst verworfen. Die Sender erklärten aber auch, dass man sich einen sofortigen Ausstieg aus der Berichterstattung offenhalte, sollte es bei der Tour de France zu einem prominenten positiven Dopingbefund kommen.
Am 18. Juli, vor der 10. Etappe der Tour de France, wurde ein positiver Dopingtest des bereits ausgeschiedenen Radfahrers Patrik Sinkewitz bekannt. Sinkewitz wurde am 8. Juni 2007 bei einer Trainingskontrolle positiv getestet. Die ARD und das ZDF erklärten daraufhin, dass die Live-Berichterstattung von der Tour de France mit sofortiger Wirkung von ihnen „bis zur Aufklärung des Falls Patrik Sinkewitz“ eingestellt werde.
Während der 10. Etappe stieg der Marktanteil von Eurosport auf 8,6 %, was dem Dreifachen des üblichen Werts entspricht. Einen Tag später, am 19. Juli, übernahm der Medienkonzern ProSiebenSat.1 die Live-Berichterstattung für die ausstehenden Etappen von den öffentlich-rechtlichen Sendern. Die Einschaltquoten der Übertragung bei Sat.1 kamen allerdings nicht an die Werte der öffentlich-rechtlichen Sender vor dem Dopingfall Sinkewitz heran und führten zu einer Senkung der Werbepreise.

### Blutdoping bei Winokurow
Am 24. Juli, dem zweiten Ruhetag der Tour, berichtete die französische Sportzeitschrift L’Équipe, dass Alexander Winokurow bei der Dopingkontrolle nach seinem Sieg im Einzelzeitfahren am 21. Juli in Albi Fremdblutdoping nachgewiesen wurde. Die A-Probe, die Winokurow unmittelbar nach der Zielankunft entnommen und im französischen Labor für Dopingbekämpfung von Châtenay-Malabry analysiert wurde, enthielt zwei verschiedene Populationen roter Blutkörperchen.
Das Team Astana zog nach Bekanntwerden des Befundes und auf Aufforderung durch Patrice Clerc, den Präsidenten des Tour-Veranstalters A.S.O., seine Mannschaft von der diesjährigen Tour zurück. Am Tag darauf wurde bekannt, dass die Blutprobe nach seinem Sieg bei der 15. Etappe ebenfalls positiv auf Fremdblutdoping getestet wurde.

### Testosterondoping bei Moreni
Am 25. Juli, während der 16. Etappe, wurde bekannt gegeben, dass Cristian Moreni aus dem französischen Team Cofidis positiv auf Testosteron getestet wurde. Der positive Dopingtest fand auf der 11. Etappe statt. Moreni gestand den Verstoß und verzichtete auf die Öffnung der B-Probe. Daraufhin zog sich auch hier die komplette Mannschaft aus der Tour zurück. Moreni wurde zeitweilig von der französischen Polizei verhaftet und die Unterkunft von Cofidis durchsucht.

### Ausschluss des Gesamtführenden Michael Rasmussen
Während der Tour de France 2007 wurde bekannt, dass der dänische Radrennsportler Michael Rasmussen vom dänischen Verband ausgeschlossen und für die Einsätze der Nationalmannschaft bei der Straßen-Radweltmeisterschaft 2007 und den Olympischen Spielen 2008 gesperrt wurde, da er seinen Aufenthaltsort nicht regelmäßig gemeldet hatte, wie es die Anti-Doping-Regeln vorschreiben. Wegen dieser falschen Angaben wurde Rasmussen binnen 18 Monaten seitens des Weltverbandes UCI sowie vom dänischen Verband DCU je zweimal verwarnt (Sperrung durch die UCI ist allerdings erst bei der dritten Verwarnung vorgesehen), was den Regeln zufolge einen Tour-Ausschluss gerechtfertigt hätte.
Am 25. Juli wurde er – nach seinem Etappensieg auf der 16. Etappe – von seinem Team Rabobank von der Tour de France zurückgezogen und entlassen, da sich herausstellte, dass er nicht nur versäumt hatte, seinen Trainings-Aufenthaltsort anzugeben, sondern sogar einen vermutlich falschen (Mexiko statt Italien, wo er von einem Zeugen gesehen wurde) angegeben hatte. Der Gesamtklassementzweite Alberto Contador, der jedoch unter Verdacht steht, in den Dopingskandal um Eufemiano Fuentes verwickelt zu sein, übernahm die Gesamtführung. Die 17. Etappe startete jedoch ohne Gelbes Trikot.

### EPO-Doping bei Mayo
Einen Tag nach dem Ende der Tour de France wurde bekannt, dass Iban Mayo bei einer Dopingkontrolle während des zweiten Ruhetages positiv auf EPO getestet wurde. Sein Team Saunier Duval-Prodir suspendierte ihn umgehend. Mitte Dezember bestätigte die positive B-Probe die A-Probe.

## Etappen
| Etappen    | Tag          | Start – Ziel                       | Distanz (km) | Etappensieger     | Zeit (h) | Schnitt (km/h) | Gelbes Trikot     |
| ---------- | ------------ | ---------------------------------- | ------------ | ----------------- | -------- | -------------- | ----------------- |
| Prolog     | Sa, 7. Juli  | London (GB)                        | 07,9         | Fabian Cancellara | 0:08:51  | 53,660         | Fabian Cancellara |
| 1. Etappe  | So, 8. Juli  | London (GB) – Canterbury (GB)      | 203          | Robbie McEwen     | 4:39:01  | 43,653         | Fabian Cancellara |
| 2. Etappe  | Mo, 9. Juli  | Dünkirchen – Gent (B)              | 168,5        | Gert Steegmans    | 3:48:22  | 44,271         | Fabian Cancellara |
| 3. Etappe  | Di, 10. Juli | Waregem (B) – Compiègne            | 236,5        | Fabian Cancellara | 6:36:15  | 35,811         | Fabian Cancellara |
| 4. Etappe  | Mi, 11. Juli | Villers-Cotterêts – Joigny         | 193          | Thor Hushovd      | 4:37:47  | 41,687         | Fabian Cancellara |
| 5. Etappe  | Do, 12. Juli | Chablis – Autun                    | 182,5        | Filippo Pozzato   | 4:39:01  | 39,244         | Fabian Cancellara |
| 6. Etappe  | Fr, 13. Juli | Semur-en-Auxois – Bourg-en-Bresse  | 199,5        | Tom Boonen        | 5:20:59  | 37,291         | Fabian Cancellara |
| 7. Etappe  | Sa, 14. Juli | Bourg-en-Bresse – Le Grand-Bornand | 197,5        | Linus Gerdemann   | 4:53:13  | 40,414         | Linus Gerdemann   |
| 8. Etappe  | So, 15. Juli | Le Grand-Bornand – Tignes          | 165          | Michael Rasmussen | 4:49:40  | 34,177         | Michael Rasmussen |
| Ruhetag    |              |                                    |              |                   |          |                |                   |
| 9. Etappe  | Di, 17. Juli | Val-d’Isère – Briançon             | 159,5        | Mauricio Soler    | 4:14:24  | 37,618         | Michael Rasmussen |
| 10. Etappe | Mi, 18. Juli | Tallard – Marseille                | 229,5        | Cédric Vasseur    | 5:20:24  | 42,978         | Michael Rasmussen |
| 11. Etappe | Do, 19. Juli | Marseille – Montpellier            | 182,5        | Robert Hunter     | 3:47:50  | 48,061         | Michael Rasmussen |
| 12. Etappe | Fr, 20. Juli | Montpellier – Castres              | 178,5        | Tom Boonen        | 4:25:32  | 40,334         | Michael Rasmussen |
| 13. Etappe | Sa, 21. Juli | Albi                               | 054 (EZF)    | Cadel Evans 1     | 1:06:34  | 48,673         | Michael Rasmussen |
| 14. Etappe | So, 22. Juli | Mazamet – Plateau de Beille        | 197          | Alberto Contador  | 5:25:48  | 36,280         | Michael Rasmussen |
| 15. Etappe | Mo, 23. Juli | Foix – Loudenvielle-Le Louron      | 196          | Kim Kirchen 1     | 5:34:28  | 35,160         | Michael Rasmussen |
| Ruhetag    |              |                                    |              |                   |          |                |                   |
| 16. Etappe | Mi, 25. Juli | Orthez – Gourette (Col d’Aubisque) | 218,5        | Michael Rasmussen | 6:23:21  | 34,199         | Michael Rasmussen |
| 17. Etappe | Do, 26. Juli | Pau – Castelsarrasin               | 188,5        | Daniele Bennati   | 4:14:03  | 44,519         | Alberto Contador  |
| 18. Etappe | Fr, 27. Juli | Cahors – Angoulême                 | 211          | Sandy Casar       | 5:13:31  | 40,381         | Alberto Contador  |
| 19. Etappe | Sa, 28. Juli | Cognac – Angoulême                 | 055,5 (EZF)  | Levi Leipheimer   | 1:02:45  | 53,068         | Alberto Contador  |
| 20. Etappe | So, 29. Juli | Marcoussis – Paris, Champs-Élysées | 146          | Daniele Bennati   | 3:51:03  | 37,914         | Alberto Contador  |

## Teams
Der Veranstalter hat 19 der 20 Teams der UCI ProTour eingeladen. Allerdings gestand die Veranstalterorganisation ASO nur den 18 UCI ProTeams der Vorsaison ein automatisches Startrecht zu. Das Team Astana sowie zwei UCI Professional Continental Teams wurden erst nachträglich per Wildcards eingeladen. Das ProTeam Unibet.com wurde aufgrund des Sponsorings durch einen privaten Wettanbieter nicht eingeladen, da ein solches Sponsoring in Frankreich nicht zulässig ist.
Die ProTeams der Tour de France 2007:
1. ag2r Prévoyance
2. Gerolsteiner
3. T-Mobile
4. Team CSC
5. Discovery Channel
6. La Française des Jeux
7. Cofidis 1
8. Crédit Agricole
9. Quick Step-Innergetic
10. Predictor-Lotto
11. Saunier Duval-Prodir
12. Caisse d’Epargne
13. Euskaltel-Euskadi
14. Bouygues Télécom
15. Liquigas
16. Team Milram
17. Rabobank
18. Lampre-Fondital

sowie die 3 Wildcards:
1. Agritubel
2. Team Barloworld
3. Team Astana 2

## Trikots im Tourverlauf
Die Tabelle zeigt den Führenden in der jeweiligen Wertung zu Beginn der jeweiligen Etappe an.
| Etappe      | Gelbes Trikot        | Grünes Trikot     | Gepunktetes Trikot | Weißes Trikot    | Teamwertung           | Kämpferischster Fahrer |
| ----------- | -------------------- | ----------------- | ------------------ | ---------------- | --------------------- | ---------------------- |
| 01. Etappe  | Fabian Cancellara    | Fabian Cancellara | nicht vergeben     | Wladimir Gussew  | Team Astana           | nicht vergeben         |
| 02. Etappe  | Fabian Cancellara    | Robbie McEwen     | David Millar       | Wladimir Gussew  | Team Astana           | Stéphane Augé          |
| 03. Etappe  | Fabian Cancellara    | Tom Boonen        | David Millar       | Wladimir Gussew  | Team Astana           | Marcel Sieberg         |
| 04. Etappe  | Fabian Cancellara    | Tom Boonen        | Stéphane Augé      | Wladimir Gussew  | Team Astana           | Matthieu Ladagnous     |
| 05. Etappe  | Fabian Cancellara    | Tom Boonen        | Stéphane Augé      | Wladimir Gussew  | Team Astana           | Matthieu Sprick        |
| 06. Etappe  | Fabian Cancellara    | Erik Zabel        | Sylvain Chavanel   | Wladimir Gussew  | Team CSC              | Sylvain Chavanel       |
| 07. Etappe  | Fabian Cancellara    | Tom Boonen        | Sylvain Chavanel   | Wladimir Gussew  | Team CSC              | Bradley Wiggins        |
| 08. Etappe  | Linus Gerdemann      | Tom Boonen        | Sylvain Chavanel   | Linus Gerdemann  | Team T-Mobile         | Linus Gerdemann        |
| 09. Etappe  | Michael Rasmussen    | Tom Boonen        | Michael Rasmussen  | Linus Gerdemann  | Rabobank              | Michael Rasmussen      |
| 010. Etappe | Michael Rasmussen    | Tom Boonen        | Michael Rasmussen  | Alberto Contador | Caisse d’Epargne      | Jaroslaw Popowytsch    |
| 11. Etappe  | Michael Rasmussen    | Tom Boonen        | Michael Rasmussen  | Alberto Contador | Team CSC              | Patrice Halgand        |
| 12. Etappe  | Michael Rasmussen    | Tom Boonen        | Michael Rasmussen  | Alberto Contador | Team CSC              | Benoît Vaugrenard      |
| 13. Etappe  | Michael Rasmussen    | Tom Boonen        | Michael Rasmussen  | Alberto Contador | Team CSC              | Amets Txurruka         |
| 14. Etappe  | Michael Rasmussen    | Tom Boonen        | Michael Rasmussen  | Alberto Contador | Team Astana           | nicht vergeben         |
| 15. Etappe  | Michael Rasmussen    | Tom Boonen        | Michael Rasmussen  | Alberto Contador | Discovery Channel     | Antonio Colom          |
| 16. Etappe  | Michael Rasmussen    | Tom Boonen        | Michael Rasmussen  | Alberto Contador | (Discovery Channel) 1 | nicht getragen 2       |
| 17. Etappe  | (Alberto Contador) 3 | Tom Boonen        | Mauricio Soler     | Alberto Contador | Discovery Channel     | Mauricio Soler         |
| 18. Etappe  | Alberto Contador     | Tom Boonen        | Mauricio Soler     | Alberto Contador | Discovery Channel     | Jens Voigt             |
| 19. Etappe  | Alberto Contador     | Tom Boonen        | Mauricio Soler     | Alberto Contador | Discovery Channel     | Sandy Casar            |
| 20. Etappe  | Alberto Contador     | Tom Boonen        | Mauricio Soler     | Alberto Contador | Discovery Channel     | nicht vergeben         |
| Sieger      | Alberto Contador     | Tom Boonen        | Mauricio Soler     | Alberto Contador | Discovery Channel     | Amets Txurruka         |

Freddy Bichot wurde zum kämpferischsten Fahrer der 20. Etappe gekürt, konnte die rote Startnummer aber aufgrund des Endes des Rennens nicht tragen.